# 1609 Бренда
1609 Бренда (1609 Brenda) — астероїд головного поясу, відкритий 10 липня 1951 року.
Тіссеранів параметр щодо Юпітера — 3,307.